# 리창즈
리창즈(이장지, 중국어 간체자: 李长之, 정체자: 李長之, 1910년 10월 30일 ~ 1978년 12월 13일)는 중국의 문학 평론가이다.

## 약력
리창즈는 산둥성 리진 현에서 태어났다. 1929년에 국립 베이징 대학 예과에 들어갔다가 1931년에 국립 칭화 대학 생물학과에 입학한 후 평론 활동을 시작했으며, 시사 및 인문학 잡지 <재생>, <문학계간>, <칭화주간>, <문철월간>, <익세보>, <문학평론> 등에서 글을 발표하였다. 1933년 국립 칭화 대학 철학과로 전과한 그는 칭화 대학에서 재학하던 동안 아킬레스 팡, 왕광샹(王光祥), 우언위, 저우푸청(周輔成), 쑨다오성(孫道昇), 첸중수 등 학우들과 함께 장둥쑨, 펑유란, 진웨린 등 교수에게서 철학을 공부하였고, 1934년에는 학지 <칭화주간(淸華週刊)>의 편집에도 참여하였다. 1936년에는 <루쉰 비판(魯迅批判)>이라는 문예 평론서를 펴냈으며, 이는 당시 중국 칭화(淸華)대학에서 처음 나온 노신(魯迅) 비평서였다. 국립 칭화 대학 철학과, 사립 징화(京華) 미술 대학, 쿤밍 국립 윈난 대학, 충칭 국립 중앙 대학 등에서 가르쳤고, 1946년 이후에는 국립 베이징 사범대학 교수로 재직하였다. 중화인민공화국 성립 이후로 1951년에는 쓰촨성의 토지 개혁 노동에 참여하였고, 1957년 반우파운동에서는 '우파'로 탄압을 받았다. 1966년 이후, 문화대혁명 기간에는 홍위병의 박해를 받았으나, 뜻을 굽히지 않았다. 1978년 12월, 베이징에서 사망하였다. 리창즈는 생전에 문학, 철학 등의 저술, 평론 방면에서 활발히 활동하였고, 저작으로, <도교도적 시인 이백과 그 고통>, <사마천의 인격과 풍격>, <비평정신>, <도연명전론>, <서양철학사>, <공자의 이야기>, <고무집(苦霧集)>, <몽우집(夢雨集)> 등이 있다.